# پائولا وسوسیان
پائولا وسوسیان (انگلیسی: Paola Vessvessian؛ زادهٔ ۱۹ مارس ۱۹۷۱) سیاست‌مدار ارمنی‌تبار اهل آرژانتین است.

## یادداشت
1. ↑  Elsa Capuchinelli
2. ↑  Bárbara Weinzettel